# Мозес, Бет
Бет Мозес (англ. Natalie Beth Moses) — бывшая астронавт НАСА, первая в Virgin Galactic женщина-лётчик, главный инструктор-астронавт, специалист по работе с космическими туристами. Впервые совершила околокосмический полёт 22 февраля 2019 года как пассажир космоплана VSS Unity. Член команды, совершившей 11 июля 2021 года суборбитальный полёт на корабле VSS Unity (миссия Virgin Galactic Unity 22). Член экипажа миссии Galactic 02, совершившей второй коммерческий суборбитальный космический полёт 10 августа 2023 года.

## Биография
Бет Стаббингс родилась 29 мая 1969 года и выросла в Нортбруке, штат Иллинойс. Она получила степени бакалавра (1992 год) и магистра (1994 год) в области авиационной и астронавтической инженерии в Школе аэронавтики и астронавтики Университета Пердью.
В июле 2021 года вместе с британским миллиардером и основателем компании Virgin Galactic Ричард Брэнсон, индианкой Сырыша Бандла и инженером Колин Беннет успешно совершили суборбитальный полёт на корабле VSS Unity, созданном компанией Virgin Galactic, таким образом впервые выполнив суборбитальный полёт на этом корабле при его полной загрузке.
10 августа 2023 года совершила суборбитальный космический полёт в составе экипажа миссии Galactic 02. В состав экипажа также входили Келли Латимер и командир Фредерик «Си Джей» Стеркоу.